# Копакабана
Копакабана е квартал (с едноименен плаж) в Рио де Жанейро, Бразилия, сред най-известните и престижни в страната.
Разположен е в южната част на града. В света е известен със знаменития си 4-километров едноименен плаж. Край него се проточва не по-малко прочутият булевард „Атлантик“ (Авенида Атлантика).
Първоначално този район се е наричал Сакопенапа чак до средата на 18 век. Според преданието Копакабана получава името си от донесени тук реликви на Дева Мария от едноименното селище и важен религиозен център на брега на езерото Титикака в Боливия. Името най-вероятно означава „Гледка към езерото“, но не е изключено то да е на древна индианска богиня, подобна на Афродита или Венера.
Плажът се простира от Posto Dois (Наблюдателна кула на Бреговата охрана 2) до Posto Seis (Наблюдателна кула на Бреговата охрана 6). В двата края на плажната ивица има старинни укрепления. Едното укрепление е наречено на едноименния район – Fort Copacabana, а второто укрепление Fort Duque de Caxias. Форт Копакабана е построено през 1914 година и се намира в южния край на Posto Seis (Наблюдателна кула на Бреговата охрана 6). Форт Duque de Caxias се намира в северния край на Posto Seis и е построено значително по-рано, през 1779 година. Любопитен е факта, че наблюдателната кула на бреговата охрана Posto Seis така и не съществува.